# Тауфик Махлуфи
Тауфик Махлуфи (арап. توفيق مخلوفي; Шук Арас, 29. април 1988) је атлетичар из Алжира. Такмичи се у тркама на 800 и 1.500 метара. На Олимпијским играма 2012. године постао је олимпијски победник, победивши у трци на 1.500 метара резултатом 3:34,08. Занимљиво је да је био дисквалификован са игара зато што се није довољно трудио у трци на 800 метара коју није ни завршио, али је након жалбе алжирског тима та одлука поништена. Раније те године постао је афрички првак на 800 метара. 

## Важнији резултати
| Година | Такмичење         | Домаћин                      | Пласман | Дисциплина | Резултат |
| ------ | ----------------- | ---------------------------- | ------- | ---------- | -------- |
| 2009.  | Светско првенство | Берлин, Немачка              | 9       | 1.500 м    | 3:37.87  |
| 2011.  | Светско првенство | Тегу, Јужна Кореја           | 11      | 1.500 м    | 3:50.86  |
| 2012.  | Афричко првенство | Порто Ново, Бенин            |         | 800 м      | 1:43.88  |
| 2012.  | Олимпијске игре   | Лондон, Уједињено Краљевство |         | 1.500 м    | 3:34.08  |
| 2015.  | Светско првенство | Пекинг, Кина                 | 4       | 1.500 м    | 3:34.76  |
| 2015.  | Свеафричке игре   | Бразавил, Конго              | 2       | 800 м      | 1:50.72  |
| 2016.  | Олимпијске игре   | Рио де Жанеиро, Бразил       |         | 800 м      | 1:42.61  |
| 2016.  | Олимпијске игре   | Рио де Жанеиро, Бразил       |         | 1.500 м    | 3:50.11  |
| 2019.  | Светско првенство | Доха, Катар                  |         | 1.500 м    | 3:31.38  |

## Лични рекорди
| Дисциплина   | Резултат | Место             | Датум         |
| ------------ | -------- | ----------------- | ------------- |
| 800 метара   | 1:43.88  | Порто Ново, Бенин | 29. јун 2012. |
| 1.500 метара | 3:28.75  | Монако, Монако    | 17. јул 2015. |